# Zehenknochen

Schema der Fußknochen des Menschen

Die Zehenknochen (lat. Ossa digiti pedis oder Ossa digitorum pedis) sind die knöchernen Stützelemente der Zehen. Bei Säugetieren hat jeder vollausgebildete Finger drei knöcherne Stützelemente, die als Phalanx proximalis, media und distalis („körpernaher, mittlerer und körperferner Fingergliedknochen“), auch Phalanx I, II und III (von altgr. phalanx „Schlachtreihe von Kriegern“ „Baumstamm“, „Walze“, oder „Rolle“), bezeichnet werden. Die Großzehe besitzt nur zwei Phalangen, die mittlere ist nicht ausgebildet. Die Verbindungen zwischen Mittelfußknochen und Phalanx proximalis und den Zehengliedknochen untereinander sind die Zehengelenke.

## Aufbau beim Menschen
Die Zehenknochen sind vom Aufbau typische Röhrenknochen und ähneln im Aufbau den Fingerknochen. Man unterscheidet von körpernah (proximal) nach körperfern (distal) Zehenknochenbasis (Basis phalangis), -körper (Corpus phalangis) und -kopf (Caput phalangis). 
Die Zehenknochenbasis der Phalanx proximalis trägt eine konkave Gelenkfläche für das Zehengrundgelenk, die Gelenkflächen der Basis der unteren Zehengliedknochen einen sagittal gestellten Führungskamm. Die Gelenkflächen des Kopfes an Phalanx proximalis und media werden als Trochlea bezeichnet. Der Kopf des Endgliedes ist abgeflacht und trägt fußflächenseitig (plantar) eine Rauhigkeit, die Tuberositas phalangis distalis pedis.

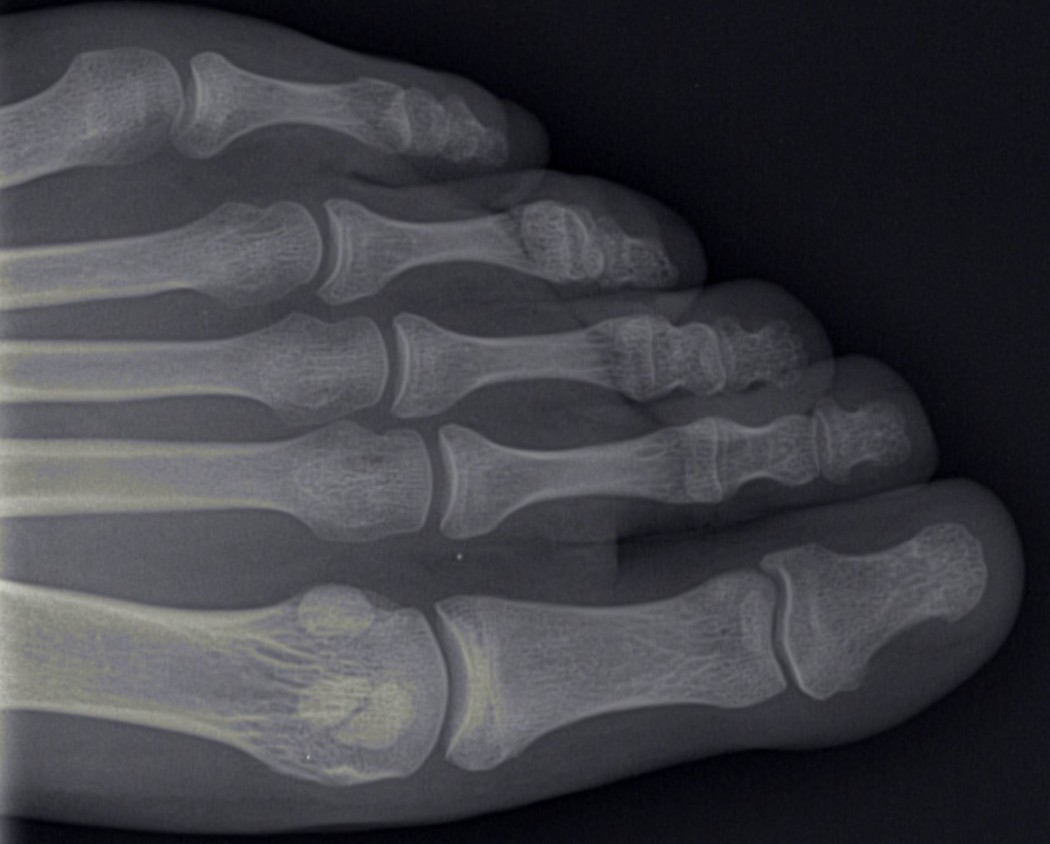
Röntgenbild der Zehenknochen

Fußsohlenseitig des ersten Zehengrundgelenks liegen beim Menschen zwei kleine Sesambeine, die in die Sehnen des Musculus abductor hallucis beziehungsweise Musculus adductor hallucis eingelagert sind.

## Vergleichende Anatomie
Bei Huftieren werden die drei Zehengliedknochen als Fessel- (Os compedale), Kron- (Os coronale) und Hufbein (Os ungulare) bezeichnet, bei Raubtieren wird die Endphalanx auch als „Krallenbein“ (Os unguiculare) bezeichnet. Die beim Hund im Regelfall nicht vorhandene Wolfskralle – das Rudiment der ersten Zehe – besitzt nur eine Phalange.
An der Basis der Phalanx media der vierten Zehe befindet sich bei Wiederkäuern fußrückenseitig die Ansatzstelle des Musculus extensor digitorum lateralis. Fußflächenseitig besitzen alle vierfüßigen Säugetiere am Mittelglied der Stützzehen eine Rauigkeit (Tuberosits flexoria) zum Ansatz des oberflächlichen Zehenbeugers.
Die Phalanx distalis zeigt aufgrund der unterschiedlichen Fußung bei den vierfüßigen Säugetieren deutlichere Unterschiede zum Menschen. Hier unterscheidet man in der Tieranatomie eine Gelenkfläche (Facies articularis), eine Wandfläche (Facies parietalis) und eine Sohlenfläche (Facies solearis). An der Gelenkfläche der Phalanx distalis liegt eine Gelenkfläche für das Strahlbein (Facies articularis sesamoidea). Die Sohlenfläche trägt die Ansatzstelle für den Musculus flexor digitorum profundus, die als Tuberculum flexorium (Wiederkäuer, Raubtiere, Schweine) bzw. Facies flexoria (Pferde) bezeichnet wird. Am vorderen Kronrand erhebt sich der Processus extensorius (bei Raubtieren als Crista unguicularis bezeichnet) zum Ansatz des Musculus extensor digitorum longus.
Bei Vögeln variieren Zahl und Stellung der Zehenknochen (→ Vogelfuß). Die Anzahl der Phalangen ist jeweils eins größer als die Ordnungszahl der entsprechenden Zehe: Die erste Zehe hat also zwei Phalangen, die zweite Zehe drei und so weiter.